# Comorella spectabilis
Comorella spectabilis är en spindelart som beskrevs av Rudy Jocqué 1985. Comorella spectabilis ingår i släktet Comorella och familjen täckvävarspindlar. Inga underarter finns listade i Catalogue of Life.